# 미켈레 리온디노

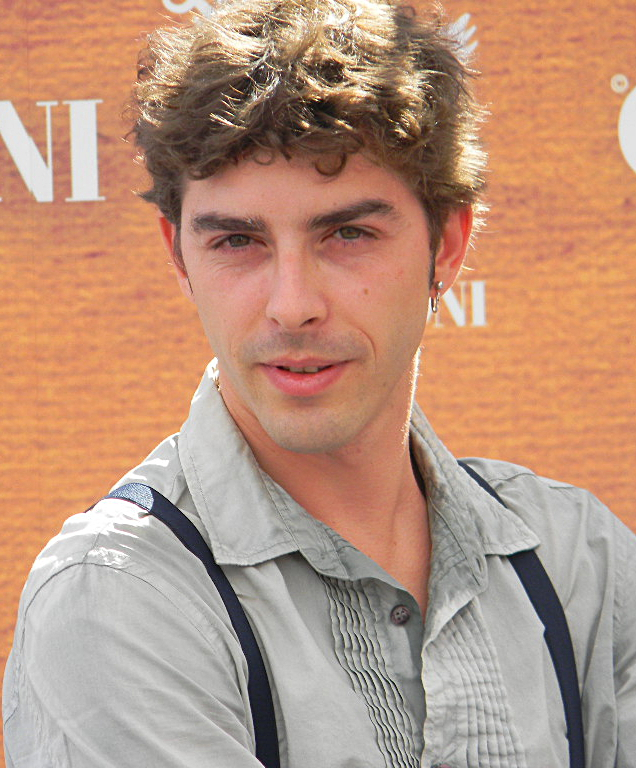

미켈레 리온디노(Michele Riondino, 1979년 3월 14일 ~ )는 이탈리아의 배우이다.
타란토에서 태어났다.

## 영화
- 포에버 유 (2019년)
- 줄리아 (2016년) - 리베로 역
- 원드러스 보카치오 (2015년)
- 아름다운 청년, 자코모 레오파르디 (2014년)
- 위드 베이티드 브레스 (2013년)
- 철강 (2012년) - 알레시오 역
- 잠자는 미녀 (2012년) - 로베르토 역
- 글리 스피오라티 (2011년) - 다미아노 역
- 스캐터드 클라우드 (2011년)
- 우리의 신념 (2010년)
- 포르타파시 (2009년)
- 텐 윈터스 (2009년)
- 마르피콜로 (2009년)
- 더 패스트 이즈 어 포린 랜드 (2008년)